# Isabella Teotochi Albrizzi

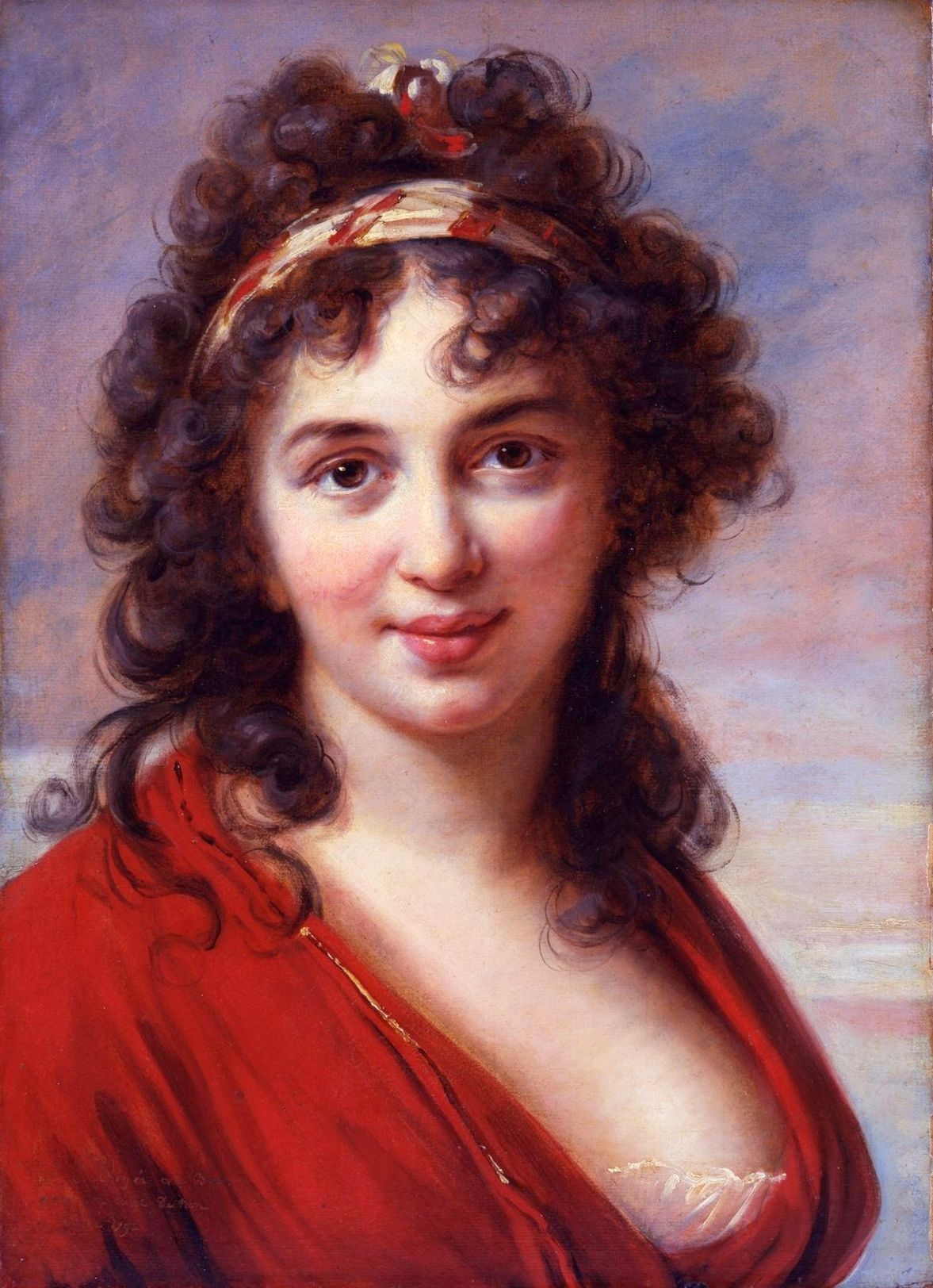
Isabella Teotochi Marin, oljemålning av Élisabeth-Louise Vigée-Le Brun.

Isabella Teotochi Albrizzi, född den 28 november 1763 på Korfu, död den 27 september 1836, var en italiensk grevinna och författarinna.
Isabella Albrizzi var gift med patriciern Antonio Marin i Venedig; efter detta äktenskaps upplösning gifte hon sig med statsinkvisitorn Giuseppe Albrizzi. Isabella Albrizzi utgjorde på sin tid medelpunkten i Venedigs litterära och konstnärliga värld; hon var vän till Ugo Foscolo, Antonio Canova och Ippolito Pindemonte, och skrev Ritratti (1807).